# La Barceloneta (Els Alamús)
La Barceloneta es una entidad de población española del municipio de Els Alamús, perteneciente a la provincia de Lérida, en la comunidad autónoma de Cataluña. En 2022, la entidad singular de población tenía empadronados dieciséis habitantes y el núcleo de población, los mismos.